# Janików (województwo lubuskie)
Janików – wieś w Polsce, w województwie lubuskim, w powiecie żarskim, w gminie Żary. 
Do 2023 miejscowość była przysiółkiem wsi Bogumiłów.
W latach 1975–1998 przysiółek administracyjnie należał do województwa zielonogórskiego.

## Położenie
Przysiółek znajduje się na obszarze sołectwa Bogumiłów-Janików. Na zachód od przysiółka znajdują się stawy hodowlane byłego "Państwowego Gospodarstwa Rybackiego" i florystyczny rezerwat Wrzosiec.